# Адам одружується з Євою
«Адам одружується з Євою» (рос. «Адам женится на Еве») — російський радянський двосерійний художній фільм 1980 року режисера Віктора Титова, комедійна драма за мотивами однойменної п'єси німецького драматурга Руді Штраля (переклад М. Семенової). Телевізійна прем'єра відбулася 1 січня 1981 року.

## Сюжет
Дія всього фільму протікає в приміщенні суду. Молоді люди, які назвалися Адамом і Євою, що прийшли брати шлюб, молоді люди, виявляються підсудними на вигаданому засіданні, мета якого — винести рішення, чи можуть вони бути чоловіком і дружиною. В якості свідків з'явилися подруга Єви та колишній приятель Єви. Спроби прояснити заплутану ситуацію закінчуються скандалом й бійкою між свідками і обвинуваченим… В кінці суд все ж не може прийти до єдиної думки та визнає себе неспроможним для розв'язання цього питання.

## У ролях
- Олена Циплакова — Єва, акушерка
- Олександр Соловйов — Адам, автослюсар, лівий крайній футбольної команди першої ліги
- Зіновій Гердт — суддя
- Тетяна Васильєва — прокурор
- Олександр Калягін — адвокат
- Готліб Ронінсон — секретар
- Володимир Марков — засідатель
- Наталія Гешель —  засідатель
- Ольга Машная — подруга Єви
- Олександр Сірін — приятель Єви
- Михайло Любезнов — таксист
- Мікаел Тарівердієв — виконавець пісень

## Знімальна група
- Автори сценарію і режисери-постановники: — Віктор Титов
- Оператори-постановники: — Георгій Рерберг
- Художники-постановники: — Петро Пророков
- Композитори: — Мікаел Тарівердієв
- Симфонічний оркестр Держтелерадіо СРСР, диригент: — Костянтин Кримець